# Arque (Bolivia)
Arque es una ciudad y municipio de Bolivia, capital de la provincia de Arque en el departamento de Cochabamba.
Situada en la margen derecha del río Arque. Su topografía es muy accidentada y comprende pisos altitudinales que van de los 2.700 a los 4.500 m s. n. m. con variadas zonas agroecológicas. El clima del municipio corresponde a la puna húmeda hasta semiárida, con una temperatura media anual de 16 °C.

## Geografía
Limita al norte con el municipio de Tapacarí de la provincia de Tapacarí, al noreste con el municipio de Sipe Sipe de la provincia de Quillacollo, al este con los municipios de Sicaya y Villa Capinota de la provincia de Capinota, al sur con los municipios de Arampampa y Sacaca en el departamento de Potosí, al suroeste con el municipio de Bolívar de la provincia homónima, y al oeste con el municipio de Tacopaya.

## Demografía
De acuerdo con el censo boliviano de 2024, la población del municipio de Arque es de 10 635 habitantes.
La población del municipio aumentó casi una quinta parte entre 1992 y 2024:
| Año  | Habitantes (municipio) | Fuente |
| ---- | ---------------------- | ------ |
| 1992 | 8.978                  | Censo  |
| 2001 | 11.496                 | Censo  |
| 2012 | 10.524                 | Censo  |
| 2024 | 10.635                 | Censo  |